# Psicología positiva
La psicología positiva es "el estudio científico del funcionamiento humano positivo y el florecimiento en múltiples niveles que incluye las dimensiones biológica, personal, relacional, institucional, cultural y global de la vida."  se encarga de estudiar las bases del bienestar psicológico y de la felicidad, así como de las fortalezas y virtudes humanas. La psicología positiva toma una perspectiva científica para estudiar lo que le da valor a la vida, y qué factores contribuyen para vivir una vida plena, reconociendo las particularidades que existen entre diferentes culturas. Este enfoque es denominado también, por algunos autores, como salutogénico.
Tradicionalmente, la psicología ha dedicado mucho esfuerzo a estudiar los aspectos negativos y patológicos del ser humano (ansiedad, estrés, depresión, etc.), dejando de enfocarse en el estudio de aspectos positivos, como la creatividad, la inteligencia emocional, el humor, la sabiduría, el bienestar psicológico (felicidad), la resiliencia, etc.
La psicología positiva complementa, sin la intención de reemplazar o ignorar, las áreas tradicionales de la psicología. Al enfatizar el estudio del desarrollo humano positivo, este campo ayuda a equilibrar otros enfoques que se centran en deficiencias y que pueden producir una comprensión limitada. Aunque el enfoque incluye el estudio del comportamiento y procesos individuales, también se incluye el estudio de las relaciones, los grupos y las organizaciones. Algunos investigadores del campo de la Psicología Positiva también han colaborado con economistas y sociólogos para explorar los factores sociales y económicos que pueden estar relacionados con el bienestar.
Una de las características definitorias de la psicología positiva, respecto a sus antecedentes históricos, radica en que, en su origen, se establece que se enmarcará dentro del método científico. De esta forma, los hallazgos obtenidos, así como las aplicaciones, tendrán la garantía de haber sido validadas científicamente, entendiendo que como todo conocimiento científico está sujeto a revisión.

## Historia
Se pueden encontrar antecedentes de la Psicología positiva en filósofos como Aristóteles, quien dedicó parte de sus escritos a la εὐδαιμονία (eudaimonía, término griego habitualmente traducido como felicidad), pero también en psicólogos como Abraham Maslow o Carl Rogers, pertenecientes a la corriente llamada "psicología humanista".
El impulso definitivo para la creación de la Psicología positiva fue dado por Martin Seligman, profesor de la Universidad de Pensilvania y antiguo Director de la Asociación Estadounidense de Psicología. A finales de los años 1990, este conocido investigador, tras destacar la necesidad de investigar de forma decidida los aspectos saludables del ser humano, propuso la creación de la Psicología positiva como corriente específica dentro de la Psicología y contó, para ello, con investigadores de gran renombre, como Mihály Csíkszentmihályi (quien fue director del Departamento de Psicología de la Universidad de Chicago).
La primera cumbre de psicología positiva tuvo lugar en 1999. La Primera Conferencia Internacional de Psicología Positiva tuvo lugar en 2002. El público en general prestó mayor atención en 2006 cuando, utilizando el mismo marco, un curso en la Universidad de Harvard se hizo particularmente popular.  En junio de 2009, el Primer Congreso Mundial de Psicología Positiva tuvo lugar en la Universidad de Pensilvania.

## Teorías

### La auténtica felicidad
En su libro Felicidad auténtica (2002), Martin Seligman propone una combinación de 3 aspectos para tener felicidad:
1. La vida placentera:  busca sentimientos de emociones positivas como alegría, gratitud, inspiración; todas ellas temporales influidas por nuestro ambiente externo, sin embargo necesarias para el desarrollo de la felicidad; el placer en este componente es por lo general gratificación inmediata que es meramente subjetiva, diferente para cada persona y se habitúan a ella fácilmente.
2. La vida comprometida: se busca un estado de flujo, en el cual la persona encuentra que estas actividades son altamente satisfactorias y nos llevan a ser quienes aspiramos ser en la vida, utilizando nuestros recursos y capacidades para lograr un objetivo determinado.
3. La vida con significado: es estar al servicio de algo más grande que sí mismo, que mejore al mundo, a las demás personas y crear una diferencia positiva.

### Teoría del bienestar
Esta teoría proviene de una evolución de la teoría de la auténtica felicidad, la cual Seligman retoma en su libro Florecer (2011). La felicidad está ligada a experimentar una emoción positiva, a estar contento y se basa en lo que elegimos sentir por su valor intrínseco. Aunque el sentimiento de felicidad y placer son indispensables para el bienestar, Seligman distingue que en la primera teoría, la felicidad depende del contexto presente y está estrechamente ligado al estado de ánimo de ese momento, además, por ser un constructo meramente subjetivo, la felicidad es difícil de medir empíricamente de manera cuantitativa y duradera, lo que hace su estudio científico totalmente subjetivo.
Seligman concluye que existen 5 elementos para el bienestar, dentro del modelo PRISMA:[cita requerida]
1. Positividad: Ser capaz de ver los resultados positivos, tener un punto de vista optimista y una visión positiva del pasado, presente y futuro; el placer y la satisfacción son parte importante de este elemento.
2. Relaciones positivas: La presencia de familia, amigos, intimidad y conexiones sociales.
3. Involucramiento: También llamado compromiso, implica la presencia de un estado de flujo en cierta actividad, esta debe requerir una habilidad superior y ser un poco difícil y desafiante, pero aun así posible para el que la realiza. El compromiso implica pasión y concentración en la tarea en cuestión.
4. Significado: También llamado sentido, implica tener un propósito de vida, saber el porqué de nuestra existencia en la tierra para darle significado a nuestra vida.
5. Metas Alcanzadas:  En cualquier momento de la vida, alcanzar metas es satisfactorio en sí mismo. Los logros son un elemento que no funcionan aislados, sino que van de la mano de los elementos antes señalados. Implica ponernos metas a corto, mediano o largo plazo, y alcanzarlas.

## Investigación
La Psicología positiva estudia diversos aspectos del ser humano: emociones positivas como la curiosidad, el asombro o el agradecimiento y fortalezas como el optimismo, la creatividad, la gratitud, la sabiduría o la resiliencia.
También tiene una rama importante de estudios sobre el bienestar (o felicidad). Estudios recientes han mostrado, por ejemplo, que la influencia de los ingresos económicos sobre la felicidad sólo es relevante hasta cubrir las necesidades básicas. A partir de un determinado nivel, mayores niveles de ingresos parecen no aportar mayores niveles de felicidad. Por el contrario, la cantidad y calidad de relaciones interpersonales aparece como el factor más a menudo asociado a un mayor nivel de bienestar psicológico percibido. Otros factores como el optimismo, la autoestima y la gratitud o rasgos básicos de personalidad, como la extraversión y la estabilidad emocional, también aparecen relacionados con mayores niveles de felicidad.
Los estados mentales positivos actúan como barreras a los trastornos psíquicos y tienen un efecto preventivo e incluso rehabilitador, actúan como escudos protectores ante los trastornos psíquicos, refuerzan los anclajes emotivo-cognitivos que todos tenemos de forma natural y pueden ser usados en un tratamiento psicoterapeútico. La Psicología positiva no es una rama diferenciada de la psicología, sino un conjunto de conceptos y principios que acabarán integrándose en el cuerpo de conocimientos y las técnicas de toda la psicología incluyendo la psicología clínica.
Actualmente, los avances científicos permiten a los psicólogos utilizar herramientas eficaces, para no sólo tratar el malestar emocional, sino, también, prevenir su aparición, mediante el entrenamiento de técnicas y estrategias que nos hacen más fuertes y más sanos. La orientación preventiva fue la idea original de Seligman y constituye una de las bases de esta corriente.
El movimiento de la Psicología positiva se inscribe dentro de la psicología académica, por deseo expreso de sus fundadores; es decir: sus conocimientos se elaboran y discuten dentro de las universidades, instituciones de investigación y órganos y eventos asociados (p. ej.: asociaciones y congresos científicos). Esto pretende garantizar la máxima fiabilidad a los contenidos que se agrupen dentro de la etiqueta: "Psicología positiva". Esto permite distinguirla del denominado: "Pensamiento positivo". Aun así no es raro encontrar contenidos en internet en los que se mezcla la etiqueta Psicología Positiva, con contenidos más que cuestionables sin base científca alguna.

## Aplicaciones
Los hallazgos de esta disciplina están siendo aplicados en campos muy distintos, como por ejemplo, en el ámbito educativo, el ámbito organizacional, el ámbito laboral, el ámbito clínico y se ha utilizado, últimamente con mucho éxito, en la Psicogerontología. Para consultar estas aplicaciones, se pueden consultar revistas científicas, como: "Journal of Positive Psychology" o "Journal of Happiness Studies" y monográficos aparecidos en otras revistas clásicas, como: "American Psychology" o "Review of General Psychology". Incluso en situaciones tan adversas como sobrevivir a un terremoto o experimentar una enfermedad grave, son varios los estudios que indican que esta experiencia vital en ocasiones permite que, además de experimentar un malestar lógico e inevitable, se desarrollen también nuevas capacidades y experiencias valiosas, lo que se ha denominado crecimiento postraumatico. Asimismo, las personas mayores pueden también experimentar crecimiento postraumático después de un evento estresante como puede ser la pérdida del cónyuge.

## Recepción y críticas
Según Kirk Schneider, la psicología positiva no explica los comportamientos atroces pasados como los perpetrados por el partido nazi o las deportaciones estalinistas, por mencionar solo dos. Además, Schneider señaló un cuerpo de investigación que muestra altos correlativos de positividad con engaño positivo (positive illusion), lo que distorsiona efectivamente la realidad. Por otra parte, autores dentro de la Psicología Positiva enfatizan que esta es un área más de la Psicología y no explica por sí misma todos los comportamientos humanos, sino que trata de centrarse en un rango concreto de ellos, los que son valorados socialmente o los que están asociados al bienestar de personas, organizaciones, etc. De hecho, se podría decir que la Psicología Positiva no tiene una posición explícita sobre una visión más o menos positiva acerca del ser humano.
Algunos autores destacan que la negatividad, a veces evidenciada en la depresión leve a moderada, está correlacionada con una menor distorsión de la realidad. Por lo tanto, la negatividad podría desempeñar un papel importante dentro de la dinámica del flourishing humano. Para ilustrar esto, Enfrentar conflictos (conflict engagement) y el reconocimiento de la negatividad apropiada (appropriate negativity), incluyendo ciertas emociones negativas como la culpabilidad, podría promover mejor el flourishing.
En general, Schneider afirma que "tal vez la felicidad genuina no es algo a lo que apuntas, sino que es un subproducto de una vida bien vivida, y una vida bien vivida no se asienta en lo programado o calibrado de forma ordenada". Seligman ha reconocido en su obra la discusión sobre la ilusión positiva, y es también un crítico de simplemente sentirse bien de sí mismo aparte de la realidad, y reconoce la importancia de afrontar el malestar con una respuesta natural. Otros investigadores dentro del campo de la Psicología Positiva también han profundizado en esta misma idea en un libro en el que detallan, desde un punto de vista científico, el valor de las emociones desagradables y otros procesos considerados negativos (The Upside of Your Dark Side)
Ian Sample, escribiendo para el periódico The Guardian, señaló que, "los psicólogos positivos también están acusados de enterrar sus cabezas en la arena e ignorar que las personas deprimidas, incluso simplemente infelices, tienen problemas reales que necesitan tratar." Gable responde a la crítica de esa supuesta ("pollyanna") visión positiva del mundo diciendo que no es cierto que se plantee una visión positiva del mundo, sólo están trayendo un equilibrio a un lado de la psicología que está claramente subestudiado. Sample también citó a Steven Wolin, un psiquiatra clínico de la Universidad George Washington, diciendo que el estudio de la psicología positiva es sólo una reiteración de las formas más antiguas de pensar, y que no hay mucha investigación científica para apoyar la eficacia de este método. Sin embargo, en los últimos 15 años han aumentado considerablemente los estudios empíricos sobre la eficacia de las intervenciones basadas en Psicología Positiva y se han publicado varios metánalisis en donde se constata su eficacia para incrementar el bienestar psicológico y reducir la depresión y el estrés.
Barbara Held sostuvo que mientras la psicología positiva hace contribuciones al campo de la psicología, tiene sus fallos. Ella sugirió  los siguientes temas: efectos secundarios negativos de la psicología positiva, negatividad dentro del movimiento positivo, y la división actual en el campo de la psicología causada por opiniones divergentes de psicólogos en la psicología positiva. También planteó cuestiones como el enfoque simplista adoptado por algunos psicólogos en la aplicación de la psicología positiva. Un enfoque de "un tamaño para todos" no es discutiblemente beneficioso para el avance del campo de la psicología positiva; sugirió la necesidad de incorporar las diferencias individuales en su aplicación.